# Michel Rasquin
Michel Rasquin (* 19. September 1899 in Petingen; † 27. April 1958) war ein luxemburgischer Journalist und Politiker der LSAP.
Nachdem Rasquin viele Jahre als Redakteur des Escher Tageblatts tätig gewesen war, begann er nach dem Zweiten Weltkrieg seine Laufbahn als Politiker. Bereits nach kurzer Zeit war er vom Sekretär der Escher Lokalsektion Esch zum Parteipräsidenten der Letzebuerger Aarbechterpartei aufgestiegen.
Von Dezember 1945 bis Juli 1948 war Rasquin Mitglied des Staatsrates. Am 6. Juni 1948 wurde Michel Rasquin zum ersten Mal in die Chambre gewählt. Kurz darauf wurde er zum Bürgermeister von Esch an der Alzette gewählt, welches Amt er von April 1949 bis 1951 ausführte. Am 3. Juli 1951 wurde Rasquin in der Regierung Dupong-Schaus-Bodson Wirtschaftsminister von Luxemburg. Im Januar 1958 trat er als Wirtschaftsminister zurück und wurde zum ersten Luxemburger Mitglied der Europäischen Kommission ernannt.
| Personendaten    | Personendaten                                                         |
| ---------------- | --------------------------------------------------------------------- |
| NAME             | Rasquin, Michel                                                       |
| KURZBESCHREIBUNG | luxemburgischer Journalist und Politiker (LSAP), Mitglied der Chambre |
| GEBURTSDATUM     | 19. September 1899                                                    |
| GEBURTSORT       | Petingen                                                              |
| STERBEDATUM      | 27. April 1958                                                        |